# Mattia Frapporti
Mattia Frapporti (Gavardo, 2 juli 1994) is een Italiaans wielrenner. Hij heeft een oudere broer Marco. Hun zus Simona wielrent ook.

## Carrière
Als junior werd Frapporti in 2011 onder meer elfde in de GP dell'Arno. Een jaar later wist hij zesde te worden in de Trofeo Buffoni, derde in de Trofeo Commune di Vertova en vijfde in de Trofeo Emilio Paganessi. Op het wereldkampioenschap eindigde hij op plek 29 in de tijdrit.
In juli 2013 nam Frapporti deel aan de Ronde van de Aostavallei, waar hij achtste wist te worden in de proloog. Op het Europese kampioenschap voor beloften werd hij dertigste in de tijdrit.
In september 2014 behoorde Frapporti tot de selectie van MG Kvis-Wilier voor het wereldkampioenschap ploegentijdrijden, waar hij met zijn ploeggenoten op plek 25 eindigde. In het seizoen 2015 werd hij onder meer tiende op het nationale kampioenschap tijdrijden voor beloften, waar hij één minuut en 45 seconden moest toegeven op winnaar Davide Martinelli. In de Trofeo Edil C van 2016 werd Frapporti vierde in de massasprint. Later dat jaar werd hij negende in de tijdrit op het nationale beloftenkampioenschap.
In 2017 werd Frapporti prof bij Androni-Sidermec-Bottecchia. In mei van dat jaar won hij de eerste etappe van de Ronde van de Jura. De leiderstrui die hij daaraan overhield moest hij een dag later afstaan aan Thomas Degand, die zo de tweedaagse op zijn naam schreef. Later dat jaar werd Frapporti onder meer dertiende in de GP Kanton Aargau en zestiende in de Coppa Bernocchi.

## Overwinningen
2017
1e etappe Ronde van de Jura

## Resultaten in voornaamste wedstrijden
|      | \| Jaar \| Milaan-San Remo \| Ronde van Lombardije \| \| ---- \| --------------- \| -------------------- \| \| 2017 \| 186e \| \| \| 2018 \| \| opgave \| \| 2019 \| \| opgave \| |                      |
| Jaar | Milaan-San Remo | Ronde van Lombardije |
| 2017 | 186e |                      |
| 2018 | | opgave               |
| 2019 | | opgave               |

## Ploegen
2014 –  MG Kvis-Wilier
2015 –  Unieuro Wilier
2016 –  Unieuro Wilier
2017 –  Androni-Sidermec-Bottecchia
2018 –  Androni Giocattoli-Sidermec
2019 –  Androni Giocattoli-Sidermec
2020 –  Androni Giocattoli-Sidermec
2021 –  EOLO-Kometa
Ballerini · Benfatto · Bernal · Bonusi · Cattaneo · D'Urbano · Mar. Frapporti · Mat. Frapporti · Gavazzi · Malucelli · Masnada · Pacioni · Palini · Rivera · Sosa · Spreafico · Taliani · Torres · Vendrame
Ballerini · Belletti · Benfatto · Bisolti · Bonusi · Cattaneo · Chirico · Mar. Frapporti · Mat. Frapporti · Gavazzi · Malucelli · Masnada · Rivera · Sosa · Spreafico · Torres · Vendrame · Lizde (stagiair) · Viel (stagiair)
Belletti · Benfatto · Bisolti · Busato · Cardona · Cattaneo · Fedrigo · Flórez · Mar. Frapporti · Mat. Frapporti · Gavazzi · Masnada · Montaguti · Muñoz · Pelucchi · Rivera · Rumac · Spreafico · Vendrame · Viel · Bais (stagiair) · Ravanelli (stagiair) · Venchiarutti (stagiair)
Bagioli · Bais · Belletti · Bisolti · Cepeda · Chirico · Flórez · Frapporti · Gabburo · Gavazzi · Muñoz · Pacioni · Pelikán · Pellaud · Ravanelli · Restrepo · Rivera · Rumac · Spreafico · Venchiarutto · Viel
Albanese · Archibald · Bais · Belletti · Christian · Dina · Fancellu · Fetter · Fortunato · Frapporti · García · Gavazzi · Grávalos · Pacioni · Ravasi · Rivi · Ropero · Sevilla · Viegas · Wackermann · Hernaiz (stagiair) · Martin (stagiair) · Piganzoli (stagiair)